# رابرت تاتن
رابرت تاتن (انگلیسی: Robert Totten؛ ۵ فوریهٔ ۱۹۳۷ – ۲۷ ژانویهٔ ۱۹۹۵) کارگردان، فیلم‌نامه‌نویس و بازیگر اهل ایالات متحده آمریکا بود. وی بین سال‌های ۱۹۵۸ تا ۱۹۹۰ میلادی فعالیت می‌کرد.
از فیلم‌ها یا مجموعه‌های تلویزیونی که وی در آن‌ها نقش داشته است می‌توان به دود اسلحه اشاره نمود.